# 我们台湾这些年
《我们台湾这些年：1977年至今》为廖信忠所著的一部书，由重庆出版集团及重庆出版社于2009年11月出版，该书主要从普通台湾民众的角度讲述了从作者出生的1977年至2009年台湾所发生的大事，使得中國大陆民众可以了解台湾老百姓的实际生活，重新思考对台湾的看法，因而该书也被中国互联网评论者称为是“台湾人写给大陆人的家书”。

## 写作背景
长期以来由于种种原因，“台湾”在绝大多数大陆民众的心目中，仅仅是一个很空洞的政治概念，而对于1949年以后，台湾社会的实际情况以及台湾民众的实际生活状况大陆民众大多并不清楚。该书的作者廖信忠，1977年出生于一个普通的台湾基督徒家庭，曾三次参加大学联考方获得成功，在2000年后经常往来于海峡两岸。关于创作该书的动机，廖信忠表示：他从台北到上海工作两年后，发现两岸民众之间的隔阂，特别是大陆人对台湾充满热情却完全不了解；于是，他决定写一本书告诉大陆民众，台湾这些年究竟发生了什么。

## 主要内容
《我们台湾这些年》从一个台湾老百姓的视角，以编年的形式分篇讲述每年在台湾发生的大事，所述的事物涵盖政治、文化、民众生活等方面。该书以描述从1977年作者出生开始的童年生活、求学参军到来往海峡两岸工作的历程为线条，讲述了在此期间作者的家庭、邻里、朋友和同学等等台湾普通民众生活的状况，由此投射出台湾老百姓生活的方方面面，并从普通百姓的角度描述了台湾30多年的政治改革、经济发展和社会变迁；
- 书中主要提及的台湾政治人物：蒋经国、李登辉、陈水扁、马英九、连战、宋楚瑜等；
- 书中主要提及的台湾重大事件：中华民国退出联合国、十大建设、美丽岛事件、陳文成事件、江南案、十信案、民主进步党成立、解严、520事件、黑名單、三月学运、新党成立、千岛湖事件、省市長直選、台湾海峡导弹危机、白晓燕命案、集集地震、2000年台湾政党轮替、亲民党成立、百萬人民倒扁運動等。[5][6]

## 出版及反响
该书在中国大陆出版后获得畅销，“二〇〇九中国图书势力榜”颁奖典礼上，该书荣获非文学类年度好书，此外该书也获评2009年亞洲週刊中文十大好書之一。
不同于过往中國大陆媒体对台湾政治化的宣传描述，该书使得大陆民众可以真正了解台湾老百姓的实际生活，使不少大陆民众重新思考对台湾的看法，因而该书也被中国互联网评论者称为是：“台湾人写给大陆人的家书”。
另外由于部分内容涉及在世的两岸政治人物和部分中国大陆的敏感话题，该书在出版之前曾经被进行大约一年的审查，其中的部分内容遭到删减和修改。